# Пульман, Мария Михайловна
Мария Михайловна Пульман (5 марта 1937 — 17 января 2009) — советская и казахстанская юристка и правозащитница, одна из учредителей Казахстанского международного бюро по правам человека и соблюдению законности.

## Биография
В 1958 году, учась в Томском государственном университете на юриста, она с друзьями на несколько дней раньше уехала с сельскохозяйственных работ на целине, чтобы попасть в Москву на всемирный молодёжный фестиваль. За это её отчислили с вуза «за срыв мероприятий партии по освоению целинных и залежных земель» и только через несколько лет она была принята на обучение в Алма-Ате в КазГУ.
В 1980-х годах она была одним из основателей Алма-Атинского отделения Всесоюзного историко-просветительского общества «Мемориал» (1988) и Ассоциации независимых общественных организаций Казахстан (1989), активно участвовала во многих правозащитных акциях того времени.
В 1993 году Мария Пульман стала одной из учредителей Казахстанско-Американского бюро по правам человека (впоследствии Казахстанского международного бюро по правам человека и соблюдению законности) и с того времени и до конца жизни проработала в штате юридического отдела. В бюро она осуществляла приём граждан, давала бесплатные консультации, возглавляла работу бюро по проектам в области борьбы с пытками, полицейским и судебным произволом, защиты прав мигрантов и беженцев, работала с студентами-юристами и волонтёрами, организовала воскресную школу по правам человека.
Для действующих журналистов, печатающихся по правовым темам, Мария Пульман вела обозревательскую рубрику «Работа над ошибками» в журнале «Законодательство и практика СМИ Казахстана», издаваемого Общественным фондом защиты свободы слова «Адил соз». В 2001 году на базе этих обзоров ОФ «Адил соз» выпустил книгу Марии Пульман «О праве — правильно». Она также вела рубрики и печаталась с авторскими материалами в газетах «Казахстанская правда», «Экспресс К», «Республика», «Соз», «СолDAT», «Свобода слова», «Взгляд», «Общественная позиция», «Без опасности» и других, сотрудничала с интернет-радио «Инкар инфо» и с интернет-газетой «Нави».